# Станица метроа Ејнџел
Ејнџел (енгл. Angel) је станица лондонске подземне жељезнице у области Ејнџел у лондонској општини Ислингтон . Налази се на огранку Бенка на Северној линији, између станица Кингс крос Сент Панкрас и Олд стрит. Станица је отворена је 17. новембра 1901. Станица је служила као крајња станица све док линија није продужена до Јустона 12. маја 1907.
Станица је реконструисана између 1989. и 1992. како би примила велики број путника који су користили станицу. Као резултат тога, има изузетно широку платформу за југ, која је изронила преко првобитне платформе која је служила и северним и јужним возовима. Станица има најдуже покретне степенице на подземној мрежи,   и четврту по дужини у западној Европи.   

## Станица данас
У сали за продају карата станице налази се скулптура анђела вајара Кевина Бојса.

### Покретне степенице
Ејнџел је једна од четрнаест станица које имају приступ само покретним степеницама до перона.  Са вертикалним успоном од 27 м и дужине од 61 м, покретне степенице на станици Ејнџел су најдуже у метроу,  и у Уједињеном Краљевству. 
2006. један норвешки држављанин је скијао покретним степеницама на станици, достигавши највећу брзину од приближно 48 км/с, док снимају вратоломије камером на кациги.  Док је видео постао виралан на сајтовима као што је Јутјуб, осудио га је лондонско метро, са саопштењем за штампу у коме се наводи да је „ово опасан, глуп и неодговоран чин који је могао да доведе до озбиљних повреда или смрти не само појединца, већ и такође и други путници'. 

### Побољшања станице
Станица је реновирана током 2007.  Инсталиране су додатне надзорне камере и тачке за помоћ, чиме је укупно 77 камера у станици и девет тачака помоћи, потоње надограђено новим индукционим петљама за бољу помоћ путницима са оштећеним слухом.  Поред тога, уведена је нова комуникациона опрема и замењене оштећене табле. 
Септембра 2022. одобрено је планирање за реконструкцију који такође укључује улаз на површину станице.  Шема укључује враћање зграде у њен бетонски оквир, додавање два нова спрата и замену оригиналне фасаде од цигле и камена стакленом завесом. Планови су изазвали много примедби од стране конзерваторских група, који су тврдили да је то значајан пример послератне архитектуре.   Радови су резултирали делимичним затварањем улаза у станицу који ће бити надограђени у склопу реконструкције.

## Услуге и везе
Учесталост возова варира током дана, али углавном саобраћа сваких 3–6 минута између 06:03 и 00:25 у оба смера.

## У медијима
Покретне степенице станице и перон за југ су представљени у боливудском хит филму Храбро срце ће одвести невесту.  
Станица је била тема епизоде из 1989. BBC-јевог документарног серијала.  Програм је приказивао свакодневни живот у станици само неколико месеци пре њеног затварања ради обнове. Програм је приказао свакодневну борбу особља са пренасељеношћу, честим кваровима лифтова и суочавањем са сталним притужбама путника. Унутрашњост првобитне зграде станице и старог острвског перона јасно су приказани на снимку, као и градилиште суседног трга који би укључивао шахтове покретних степеница нове станице и халу за продају карата.